# Menade
Menade (grč. Μαινάδες, Mainádes) u grčkoj mitologiji mahnite su i lude pratilje boga Dioniza.

## Etimologija
Grčko ime Menada izvedenica je riječi μαίνομαι, maínomai = "biti u deliriju" te znači "mahnite", "pomamne".
Također su znane kao Bakhantice (prema drugom Dionizovu imenu Bakho) ili Basaride (prema bassaris, lisičjoj koži koju je bog nosio).

## Karakteristike
Menade su bile znane kao divlje i lude, mahnite žene koje se nije moglo urazumiti. Dionizijevski misteriji inspirirali su i poticali žene na ekstatično ludilo - upuštale su se u nasilje, seks i osakaćivanje.
Prikazivane su okrunjene bršljanom, odjevene u lanenu kožu te kako nose tirs i plešu.
Bile su karakterizirane i kao žene u transu koje lutaju šumama i brdima, a također i kao Dionizovim dadiljama koje lutaju planinama gdje bi obavljale čudne rituale koje spominje i Homer u svojoj Ilijadi (6. pjevanje, 130. redak). Njihovo se ponašanje često objašnjavalo alkoholom i intoksikacijom.

## Mitologija

### Orfej
Menade su ubile Orfeja kad ih nije htio pogledati jer je tugovao tri godine za svojom Euridikom koja je umrla od ugriza zmije. Orfejova milozvučna lira i glava završile su na otoku Lezbu koji je poznat po velikim grčkim lirskim pjesnicima.

### Bakhantice
U Euripidovoj tragediji Bakhe tebanske Menade ubile su kralja Penteja nakon što je zabranio štovanje boga Dioniza. Dioniz je namamio Penteja u šumu gdje su ga Menade rastrgale. Njegovo je truplo osakatila njegova vlastita majka Agava koja mu je otrgnula glavu misleći da je lavlja.

## Vanjske poveznice
|  | Zajednički poslužitelj ima još gradiva o temi Menade |

- Pozadina priče i slike Menada  Arhivirana inačica izvorne stranice od 11. siječnja 2006. (Wayback Machine) (engl.)